# Idaea gemmata
Idaea gemmata là một loài bướm đêm trong họ Geometridae.